# Franz Büttner Pfänner zu Thal
Franz Büttner Pfänner zu Thal (* 6. Juni 1859 in Halle (Saale); † 20. August 1919 in Coburg) war ein deutscher Kunsthistoriker und Restaurator.

## Leben
An der Friedrich-Wilhelms-Universität zu Berlin begann Büttner Kunstgeschichte und Kulturgeschichte zu studieren. 1881 wurde er im Corps Vandalia Berlin aktiv. Im nächsten Jahr wechselte er an die heimatliche
Friedrichs-Universität Halle, wo er sich auch dem Corps Palaiomarchia anschloss. 1887 promovierte er an der Universität Jena zum Dr. phil. Die Erfassung und wissenschaftliche Bearbeitung der Kunst- und Kulturdenkmäler im Herzogtum Anhalt waren seine bedeutendste Leistung. Dafür machte ihn die Regierung der Provinz Sachsen zum Honorarprofessor. Er widmete sich auch der Erforschung deutscher Sagen. Als Kunsthistoriker war er in Weimar, Dessau und Darmstadt tätig. Zuletzt war er Professor an der Akademie der Bildenden Künste München. Als Geh. Hofrat verlebte er den Ruhestand bei Coburg im Herrenhof Unterlauter.

## Schriften
- Anhalts Bau- und Kunstdenkmäler, Hauptband. Richard Kahle Verlag, Dessau 1895.
- Anhalts Bau- und Kunst-Denkmäler nebst Wüstungen. Mit Illustrationen im Lichtdruck, Phototypieen und Zinkographieen; Kreis: Dessau. Richard Kahle Verlag, Dessau 1894.
- Aus Anhalts Kunstschätzen. Meisterwerke nach den Originalen in Crayondruck-Reproduktionen von J. B. Obernetter. 1891.[6]
- Aus der Heimat. Sagen und Märchen der Halloren, 3. Auflage. Leipzig 1889; Nachdruck Fliegenkopf Verlag, Halle 1992.
- Deutsche Dichter mit Bildern berühmter Meister (als Herausgeber), Verlag zum Greifen, Leipzig 1889[7]
- Frohna. Eine Hallorensage. Leipzig 1889.
- Handbuch über Erhaltung, Reinigung und Wiederherstellung der Oelgemälde nach den neuesten Forschungen. München 1897.
- Die Kunstdenkmale der Kreise Ballenstedt, Bernburg, Köthen, Dessau, Zerbst. Halle. Richard Kahle Verlag, Dessau 1892 und 1894; Nachdruck Fliegenkopf Verlag, Halle 1998.
- Die Sanct-Peterskirche in Bacharach. Kunsthistorische Abhandlung. Leipzig 1890.